# Złodzieje z klasą
Złodzieje z klasą (ang. Cool Money) – amerykański film sensacyjny z 2005 roku w reżyserii Gary'ego Burnsa.

## Opis fabuły
Złodziej Bobby Comfort (James Marsters) postanawia zerwać z życiem przestępcy. Pewnego dnia jednak stary kumpel Sammy (John Cassini) proponuje mu udział w skoku życia i możliwość zdobycia 10 milionów dolarów. Bobby nie potrafi się oprzeć tej wizji. Przystępuje do szajki okradającej skarbce luksusowych hoteli.

## Obsada
- James Marsters jako Bobby Comfort
- John Cassini jako Sammy Nalo
- Larry Manetti jako detektyw Ed O'Connor
- Wayne Robson jako Doc
- Robin Brûlé jako Stephanie Comfort
- Jason Schombing jako Phil Parris
- Margot Kidder jako Peggy Comfort